# Pressió de degeneració dels electrons
En astrofísica i matèria condensada, la pressió de degeneració dels electrons és un efecte mecànic quàntic crític per entendre l'estabilitat de les estrelles nanes blanques i els sòlids metàl·lics. És una manifestació del fenomen més general de pressió de degeneració quàntica.
En metalls i estrelles nanes blanques, els electrons es poden modelar com un gas d'electrons que no interactuen confinats a un volum finit. En realitat, hi ha forces electromagnètiques fortes entre els electrons carregats negativament. No obstant això, aquests estan equilibrats pels nuclis positius, i es descuiden en els models més simples. La pressió exercida pels electrons està relacionada amb la seva energia cinètica. La pressió de degeneració és més destacada a baixes temperatures: si els electrons fossin partícules clàssiques, el moviment dels electrons s'aturaria al zero absolut i la pressió del gas electrònic s'esvairia. Tanmateix, com que els electrons són partícules de mecànica quàntica que obeeixen al principi d'exclusió de Pauli, no hi ha dos electrons que puguin ocupar el mateix estat, i no és possible que tots els electrons tinguin energia cinètica zero. En canvi, el confinament fa quantificar els nivells d'energia permesos i els electrons els omplen de baix cap amunt. Si molts electrons estan confinats a un petit volum, de mitjana els electrons tenen una gran energia cinètica i s'exerceix una gran pressió.: 32–39 
A les estrelles nanes blanques, els nuclis positius estan completament ionitzats, desvinculats dels electrons, i estretament empaquetats, un milió de vegades més densos que el Sol. A aquesta densitat, la gravetat exerceix una força immensa unint els nuclis. Aquesta força està equilibrada per la pressió de degeneració electrònica que manté l'estrella estable.
En els metalls, els nuclis positius estan parcialment ionitzats i espaiats per distàncies interatòmiques normals. La gravetat té un efecte insignificant; els nuclis d'ions positius són atrets pel gas d'electrons de càrrega negativa. Aquesta força està equilibrada per la pressió de degeneració electrònica.: 410 

Corbes de pressió vs temperatura dels gasos ideals clàssics i quàntics (gas Fermi, gas Bose) en tres dimensions. La repulsió de Pauli en fermions els dona una pressió addicional sobre un gas clàssic equivalent, sobretot a baixa temperatura.

## A partir de la teoria dels gasos de Fermi
Els electrons són membres d'una família de partícules conegudes com fermions. Els fermions, com el protó o el neutró, segueixen el principi de Pauli i les estadístiques de Fermi-Dirac. En general, per a un conjunt de fermions que no interactuen, també conegut com a gas de Fermi, cada partícula es pot tractar independentment amb una energia d'un sol fermió donada pel terme purament cinètic,{\displaystyle E={\frac {p^{2}}{2m}},}on p és la quantitat de moviment d'una partícula i m la seva massa. Tots els estats de moment possibles d'un electró dins d'aquest volum fins que s'ocupen el moment de Fermi pF
La pressió de degeneració a temperatura zero es pot calcular com{\displaystyle P={\frac {2}{3}}{\frac {E_{\text{tot}}}{V}}={\frac {2}{3}}{\frac {p_{\text{F}}^{5}}{10\pi ^{2}m\hbar ^{3}}},}on V és el volum total del sistema i E tot és l'energia total del conjunt. Concretament per a la pressió de degeneració electrònica, m es substitueix per la massa d'electrons me i el moment de Fermi s'obté a partir de l'energia de Fermi, de manera que la pressió de degeneració electrònica ve donada per{\displaystyle P_{\text{e}}={\frac {(3\pi ^{2})^{2/3}\hbar ^{2}}{5m_{\text{e}}}}{\rho _{\text{e}}}^{5/3},}on ρe és la densitat d'electrons lliures (el nombre d'electrons lliures per unitat de volum). Per al cas d'un metall, es pot demostrar que aquesta equació es manté aproximadament certa per a temperatures inferiors a la temperatura de Fermi, uns 106 kelvin.
El terme "degenerat" aquí no està relacionat amb els nivells d'energia degenerada, sinó amb les estadístiques de Fermi-Dirac properes al límit de temperatura zero (temperatures molt més petites que la temperatura de Fermi que és d'uns 10.000 K per als metalls).
Quan les energies de les partícules arriben a nivells relativistes, cal una fórmula modificada. La pressió de degeneració relativista és proporcional a ρe4/3.

## Exemples

### Metalls
Per al cas dels electrons en sòlid cristal·lí, es justifiquen acuradament diverses aproximacions per tractar els electrons com a partícules independents. Els models habituals són el model d'electrons lliures i el model d'electrons gairebé lliures. En els sistemes adequats, es pot calcular la pressió d'electrons lliures; es pot demostrar que aquesta pressió contribueix important a la compressibilitat o al mòdul de volum dels metalls. :39

### Nanes blanques
La pressió de degeneració electrònica aturarà el col·lapse gravitatori d'una estrella si la seva massa està per sota del límit de Chandrasekhar (1,44 masses solars). Aquesta és la pressió que impedeix que una estrella nana blanca s'enfonsi. Una estrella que superi aquest límit i sense pressió generada tèrmicament continuarà col·lapsant per formar una estrella de neutrons o un forat negre, perquè la pressió de degeneració proporcionada pels electrons és més feble que l'atracció interior de la gravetat.